# Prionostemma taciatum
Prionostemma taciatum is een hooiwagen uit de familie Sclerosomatidae.